# Cross The T's And Gouge Your I's
Cross The T's And Gouge Your I's е второто DVD на групата Sum 41. То е издадено през 2002 г., като бонус DVD за САЩ и Великобритания за изданията на хитовия им албум Does This Look Infected?, и като отделено DVD в световен мащаб. DVD-то включва техни домашни филми.